# Lefty Grove
Robert Moses “Lefty” Grove (Lonaconing, Maryland, 6 de marzo de 1900 - Norwalk, Ohio, 22 de mayo de 1975) fue un beisbolista estadounidense que ha sido considerado entre los más destacados lanzadores de la historia de las grandes ligas. Jugó su carrera profesional para los Philadelphia Athletics (con los que consiguió dos series mundiales), y los Boston Red Sox. Entre sus logros está el haber sido líder de average de carreras limpias permitidas (ERA) en nueve temporadas. 

## Inicios
Antes de debutar en las mayores, jugó para los Baltimore Orioles de la International League. A sus 25 años fue adquirido por los Philadelphia Athletics por la cantidad de $100,600, sobrepasando así los $100,000 pagados por los Yankees con el astro Babe Ruth. Sus primeras dos temporadas fueron irregulares: En la primera tuvo un saldo negativo de 10 – 12, única vez que pasaría en su carrera; pero ya en 1927 alcanzó marca de 20 -13, la primera de una serie de siete temporadas consecutivas con al menos veinte victorias.

## Apogeo
Llegó con su equipo - comandado por el histórico mánager Connie Mack - a ganar las series mundiales de 1929, frente a los Cubs, y 1930, frente a los Cardinals. En la primera de ellas no tuvo decisión (0-0), pero logró dos juegos salvados; en la segunda tuvo marca de 2-1 y ERA de 1.42.
En 1931 los A´s alcanzaron otra serie mundial nuevamente frente a los patirrojos, pero esta vez perdieron. Sin embargo, Lefty tuvo la mejor de sus temporadas ese año pues logró un balance de 34 victorias y sólo 4 derrotas, y ERA de 2.06, incluida una racha de dieciséis decisiones consecutivas a su favor. Todo eso suficiente para llevarse el reconocimiento de jugador más valioso de la Liga Americana.
Pitcher de brazo izquierdo, Grove era de temperamento irascible que no digería las derrotas, pues provocaba destrozos en el dug out, en los casilleros y más de alguna reyerta con sus compañeros de equipo. Acerca de él Connie Mack dijo : «es el mejor zurdo que alguna vez haya pateado el montículo. Sobrepasa a cualquiera que he visto. Tiene más velocidad que cualquier otro lanzador de mismo brazo en este juego».

## Últimos años en las mayores
Debido a la época de la gran depresión y también quizá al cansancio de la etapa ganadora, la afición disminuyó en la casa de los A´s. Grove fue vendido a los Red Sox para la temporada de 1934. Ese año tuvo que sobrellevar un brazo lesionado, por lo que consiguió una foja de 8-8 y un ERA de 6. 50, la peor de su carrera. Volvió con creces en 1935 con 20 victorias, la última vez que lo conseguiría, y mejorando a la vez considerablemente su average de carreras limpias permitidas a 2.70.
Su última temporada en las mayores fue la de 1941. Seis años después, en 1947, fue ingresado al salón de la fama. Pasó el resto de su vida en su natal Lonaconing como toda una personalidad local.